# Centralny Komitet Obywatelski w Warszawie
Centralny Komitet Obywatelski (CKO) – organizacja społeczno-gospodarcza działająca w latach 1914–1915 w Królestwie Polskim.

## Powstanie
Utworzony we wrześniu 1914 roku  z inicjatywy działaczy Centralnego Towarzystwa Rolniczego, Towarzystwa Przemysłowców Guberni Królestwa Polskiego, Towarzystwa Kredytowego Ziemskiego oraz Towarzystwa Popierania Przemysłu i Handlu. Polityczny patronat nad CKO sprawowały Stronnictwo Narodowo-Demokratyczne i Stronnictwo Polityki Realnej. Komitet został zatwierdzony przez rosyjskiego generał-gubernatora 10 września 1914. Centralny Komitet Obywatelski uważał się za organizację reprezentującą całokształt życia społeczno-gospodarczego Królestwa Polskiego i starał się wpływać na kierunek rozwoju. Celem CKO było, „aby w miarę sił i możności wpłynąć na utrzymanie normalnego życia ekonomicznego w kraju, starać się nie dopuścić do dezorganizacji i upadku instytucyj spółdzielczych oraz innych ognisk kulturalno-gospodarczych, wreszcie nieść pomoc ludności, która ucierpiała w czasie wojny”. Dążył do ujęcia w struktury organizacyjne istniejące już wcześniej komitety obywatelskie. Komitet współpracował z rosyjskimi instytucjami charytatywnymi i samopomocowymi m.in. z Wszechrosyjskim Związku Ziemstw i Miast i Komitetem Wielkiej Księżnej Tatiany.

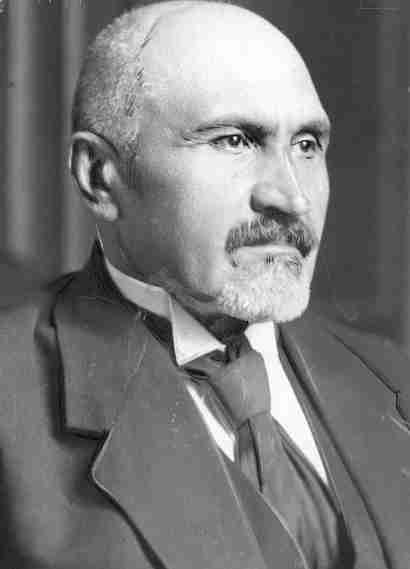
Seweryn Czetwertyński – prezes Centralnego Komitetu Obywatelskiego

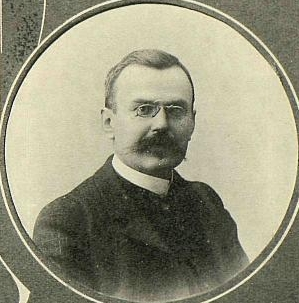
Władysław Grabski – wiceprezes Centralnego Komitetu Obywatelskiego

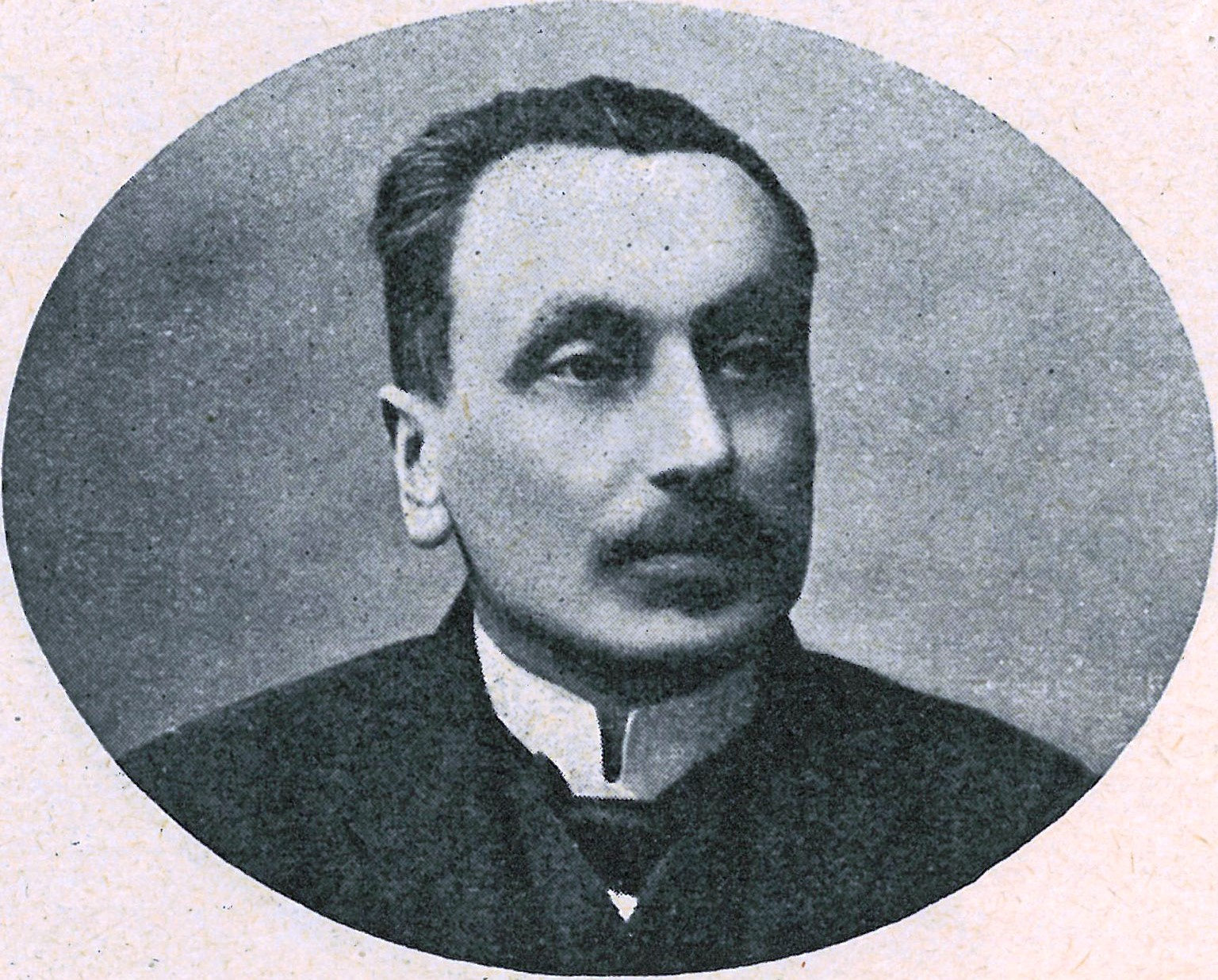
Stanisław Karpiński – skarbnik Centralnego Komitetu Obywatelskiego

## Struktury CKO
Na czele organizacji formalnie stało Ogólne Zebranie pod przewodnictwem pełniącego obowiązki generał-gubernatora warszawskiego Antona von Essena.- złożone z 19 członków:  Seweryna Czetwertyńskiego (prezesa), Władysława Grabskiego (wiceprezesa), Stanisława Karpińskiego (skarbnika), Alfonsa Bogusławskiego, Zygmunta Chrzanowskiego, Stanisława Czekanowskiego, Piotra Drzewieckiego, Ludwika Górskiego, Fryderyka Jurjewicza, Henryka Konica, Stanisława Leśniowskiego, Zdzisława Lubomirskiego, Mariana Lutosławskiego, Wacława Męczkowskiego, Tadeusza Rutkowskiego, Antoniego Wieniawskiego, Andrzeja Wierzbickiego, Stanisława Wojciechowskiego i Bronisława Załęskiego. Faktycznie większość decyzji podejmowano w szczuplejszym gronie Komisji Wykonawczej złożonej z: Seweryna Czetwertyńskiego, Władysława Grabskiego, Stanisława Karpińskiego oraz Andrzeja Wierzbickiego i Antoniego Wieniawskiego. Komisji Wykonawczej podlegały natomiast wydziały: ogólny, finansowy, komitetów miejscowych, dobroczynności, pracy i robót publicznych, gospodarczy, zdrowia publicznego. Wydziały dzieliły się na sekcje, których pracownicy zajmowali się różnymi dziedzinami (istniały m.in. sekcja leśna, sekcja prawna, sekcja opałowa itp.).
Strukturami podległymi CKO stały się powstające masowo i oddolnie od sierpnia 1914 komitety obywatelskie na terenie Kongresówki. Dzięki energii wiceprezesa CKO – Władysława Grabskiego udało się zorganizować hierarchiczną strukturę na której dole stały komitety lokalne (gminne i miejskie), podlegające komitetom powiatowym a te z kolei komitetom gubernialnym (w skład komitetu gubernialnego z urzędu wchodził gubernator). W stolicach guberni funkcjonowały komitety miejskie działające na prawach komitetów powiatowych. Komitety miasta Warszawy i Łodzi miały uprawnienia komitetów gubernialnych. Do 1 stycznia 1915 r. działalność rozpoczęło ogółem 241 komitetów różnego szczebla, do 10 kwietnia – 507, a do początków czerwca – 554. Najszybszy rozwój tych struktur przypadał więc na pierwsze miesiące 1915 r. Wśród komitetów istniejących na początku czerwca 1915 r. było: komitetów gubernialnych – 9, powiatowych – 48, okręgowych – 6, gminnych – 400, miejskich – 915. Część komitetów 57 – działało na terenie okupowanym przez wojska państw centralnych, powstały też komitety w okupowanej przez Rosjan Galicji Wschodniej. W komitetach powiatowych i gminnych główną rolę odgrywało ziemiaństwo i duchowieństwo.Największym i dysponującym najbardziej rozbudowaną strukturą organizacyjną był Komitet Obywatelski miasta stołecznego Warszawy, na czele z Zdzisławem Lubomirskim.

## Działalność
Podczas blisko rocznej działalności w Królestwie Polskim (wrzesień 1914 — lipiec 1915 r.) Centralny Komitet Obywatelski i jego struktury zajmowały się akcją pomocy ludności poszkodowanej przez wojnę. Przede wszystkim pomagano w zaspakajaniu potrzeb żywnościowych społeczeństwa i organizowano opiekę lekarską. Osobom potrzebującym rozdawano ubrania i obuwie, a także udzielano pożyczek pieniężnych. Szczególną opieką objęto uchodźców z terenów objętych działaniami wojennymi, w wielu wypadkach całkowicie pozbawionych środków do życia. Komitet zajął się też rejestracją strat wojennych i  odszkodowaniami dla ludności za poniesione w wyniku działań wojennych straty materialne. CKO zorganizował 108 stałych schronisk dla 10 tys. osób, a także schroniska tymczasowe dla 33 700 osób, 17 punktów żywnościowych, 126 bezpłatnych jadłodajni, 217 herbaciarni, 250 ochronek dla 20 tys. dzieci, 16 punktów szpitalnych. Fundusze na tak rozbudowaną działalność czerpał od różnych instytucji i towarzystw rosyjskich (przede wszystkim z Funduszu Wielkiej Księżnej Tatiany) oraz od rządu rosyjskiego.
W trakcie wycofywania się wojsk i administracji rosyjskiej z Królestwa Polskiego w sierpniu 1915 roku Komitety Obywatelskie tworzyły Straże Obywatelskie i Sądy Obywatelskie, przygotowując się do objęcia władzy administracyjno-gospodarczej po wycofaniu się Rosjan. Zjawisko to było tolerowane przez wojska państwa centralnych i tworzoną przez nie administrację okupacyjną do końca lata 1915 roku. W tym okresie  przeprowadzono rekonstrukcję personalną władz Centralnego Komitetu Obywatelskiego gdyż wielu jej czołowych działaczy wyjechało do Rosji (tworząc tam niebawem Centralny Komitet Obywatelski Królestwa Polskiego w Rosji), 5 sierpnia 1915 nowym prezesem CKO został Zdzisław Lubomirski zaś wiceprezesem Zygmunt Chrzanowski. Jednak niemieckie władze okupacyjne nie zamierzały przedłużać działalności CKO i 12 września został on rozwiązany decyzją niemieckiego warszawskiego generalnego gubernatora Hansa Hartwiga von Beselera. W miejsce rozwiązanego CKO powstały nowe centralne instytucje samopomocowe, ale już oddzielne dla obu okupacji. 13 listopada 1915 r. w austro-węgierskim Generalnym Gubernatorstwie Wojskowym z siedzibą w Lublinie utworzono Główny Komitet Ratunkowy zaś 1 stycznia 1916 r. w niemieckim Generalnym Gubernatorstwie Warszawskim – Radę Główną Opiekuńczą.